# Stadtpromenade Cottbus
Die Stadtpromenade Cottbus (niedersorbisch Měsćańska promenada) ist ein Teil des Stadtzentrums von Cottbus.

## Entstehungsgeschichte und Lage

Das Gebiet des Stadtzentrums befindet sich an der gesamten Westseite der Altstadt. Die Stadtpromenade mit ihren südlichen Grünflächen erstreckt sich parallel zur Stadtmauer, die als Altstadtgrenze dient. Begrenzt wird sie im Süden von der Karl-Liebknecht-Straße, im Westen von der zehngeschossigen Wohnanlage Nr. 10–12 (7) und im Norden von der Berliner Straße. Die neue Stadtpromenade entstand innerhalb von zehn Jahren (1964–1974). Den Auftakt bildete die Errichtung des Konsument-Warenhauses, welches die südliche Begrenzung bildete. 1974 erfolgte die Verkehrsanbindung durch die Straßenbahn. Zur Stadtpromenade gehörten bis 1974:

Zwei Punkthochhäuser (1), Hotel Lausitz (2), Stadthalle (3), Mokka-Milch-Eisbar „Kosmos“ (4), Pavillons (5), Fußgängerbrücke (6), Wohnanlage (7)

Nach 1975 änderte sich das Bild der Stadtpromenade ständig.
Konsument Warenhaus (1), Wohn- und Geschäftshaus (2), Kundenzentrum der Cottbusverkehr GmbH (3), zwei Punkthochhäuser (4), „RockDiner Cottbus“ (5), Wohnanlage (6), Mokka-Milch-Eisbar „Kosmos“ (7), Pavillons (8), Fußgängerbrücke (9), Blaue Uhr (10), Stadthalle (11), Hauptpostamt (13), „Lindner Congress Hotel“ (14), Berliner Platz, Buchhandlung „Hugendubel“ (16) sowie den Straßenbahn-Haltestellen. Ergänzt wurde das architektonische Gesamtbild durch ausgedehnte Frei- und Grünflächen sowie zahlreiche Werke der bildenden Kunst.

## Architektur der Stadtpromenade
|    | Bezeichnung                                                            | Beschreibung | Bild                                                                |  |
| -- | ---------------------------------------------------------------------- | --- | ------------------------------------------------------------------- |  |
| 1  | Karl-Liebknecht-Straße 136 Konsument Warenhaus, später Galeria Kaufhof | Das Konsument (Warenhaus), ein Entwurf von Klaus Frauendorf, wurde 1968 nach einer Studie der Deutschen Bauakademie eröffnet. Die Fassadenstruktur wurde vom Bildhauer Harry Müller entwickelt. Der dreigeschossige Bau mit einer Grundfläche von 102 × 60 Metern und einer ausgedehnten Werksteintreppenanlage wurde in der Karl-Liebknecht-Straße weit zurückgesetzt. Als Baumaterialien für die Seitenflächen wurden vorwiegend Sichtbeton, Aluminium und Naturstein (Syenit) verwendet. Die Vorhangfassade, die durch eine vertikale Strukturierung ein Wechselspiel von Licht und Schatten bewirkt, ist für dieses Bauwerk charakteristisch. Im Lauf der Zeit erfolgten einige interne Umstrukturierungen. 1991 erfolgte die Übernahme durch die Horten AG und 1996 durch die Galeria Kaufhof GmbH. Wesentliche bauliche Veränderungen erfolgten 2008, als die Anbindung an das Blechen Carré erfolgte. Zum 30. Juni 2023 wurde der Standort Cottbus aufgegeben und das Warenhaus geschlossen. Am 8. Dezember 2023 eröffnete die Kaufhauskette Aachener in dem Gebäude. |                                                                     |  |
| 2  | Stadtpromenade 3 / 4 Wohn- und Geschäftshaus                           | Stadtpromenade 3 / 4 Die beiden Gebäude der Stadtpromenade 3 und 4 wurden wahrscheinlich Ende des 19. Jahrhunderts zur gleichen Zeit erbaut. Einige Baumerkmale des Jugendstils, wie z. B. Flächenhaftigkeit und ein Wegfall der Symmetrie im Bau, deuten darauf hin. Die dekorreiche Ornamentgestaltung wurde bei verschiedenen Rekonstruktionsversuchen zugunsten eines glatten Fassadenverputzes zerstört. Das im Grundriss L-förmige dreigeschossige Gebäude ist zusätzlich mit einem Keller- und Mezzaningeschoss erbaut worden. Die leicht nach vorn tretenden Fassaden sind sieben Achsen breit. Durch einen nach hinten gerückten mittleren Gebäudetrakt, der drei Achsen breit ist, werden die Gebäude optisch und direkt durch einen gemeinsamen Treppenflur verbunden. Zwei Hauseingänge mittig im Erdgeschoss ermöglichen den separaten Zugang zur jeweiligen Hausnummer. Die zu den Wohngeschossen versetzt liegenden Fenster sind typisch für die Bauweise der Treppenflure. Die Symmetrie der Geschosse und Achsen wird durch die verschiedene Fensterformen sowie die unterschiedlichen Balkone und Loggien unterbrochen. Die großen Wohnungen in den einst gutbürgerlichen Mietshäusern werden heute vorwiegend von Studenten in Wohngemeinschaften bewohnt. Stadtpromenade 3 An die sichtbare westliche Fassadenseite schließt sich rechts ein Seitentrakt in den Hinterhof an. Geschoss- und Fensterachsenaufteilung sind mit der Aufteilung in Nummer 4 identisch. Die gesamte Gestaltung beider Häuser weist Ähnlichkeiten auf, die auf eine gemeinsame Entstehungszeit hindeuten. Stadtpromenade 4 Das im Grundriss L-förmige Gebäude besteht aus einer westlichen und einer nördlichen Fassadenseite mit einem stumpfen Winkel als Ecklösung. Die nördliche Seite ist durch einen breit angelegten und überdachten Mittelrisalit geprägt. Zwei bis ins Dach führende Giebel, links ein Spitzgiebel und rechts ein Schweifgiebel, rahmen den Mittelrisalit ein. Über alle drei Geschosse werden jeweils drei Loggien von den verschiedensten Fensterformen umschlossen. Die Fenster im Kellergeschoss sind durch die Schräge des Fußweges in Richtung Spremberger Turm kaum zu sehen. Die Giebelfenster links im Schweifgiebel befinden sich in Höhe der Dachgeschossfenster der Westseite. Unter der Bezeichnung Am Turm 25 schließt sich ein Mietwohnhaus östlich an. Der linke Giebel auf der Nordseite lässt die ursprüngliche Einheit der beiden Gebäude vermuten. Unterlagen dazu finden sich nicht mehr. Die westliche Gebäudeseite ähnelt in der Fassadengestaltung der Stadtpromenade 3. Die fünf Geschosse, Erdgeschoss, drei Obergeschosse und Dachgeschoss, sind auf der Westseite deutlich zu erkennen und erstrecken sich über sieben Fensterachsen. Im Erdgeschoss befindet sich ein Ladengeschäft mit Eingangstür und Ladenfenstern. Über einem blauen Sockel ist das Erdgeschoss geweißt und endet in einem Gesims zum 1. Obergeschoss. Der Mittelrisalit über drei Achsen beginnt im 1. Obergeschoss halbrund, flach ausgebildet und nach oben auskragend auf Konsolpfeilern. Er endet im 3. Obergeschoss, mit Dachschindeln gedeckt. Die zwei Fensterachsen rechts neben dem Risalit sind in den Obergeschossen mit dreiteilig schmalen Fenstern symmetrisch gestaltet. In den beiden Fensterachsen auf der linken Seite befinden sich im 1. und 2. Obergeschoss Loggien, im 3. Obergeschoss zwei Kreuzfenster. Das niedrige Zwischengeschoss, deutlich erkennbar die sieben einfachen Fenster, mündet in ein Traufgesims zum Dach. Besonders verwinkelt ist das Hinterhaus, von der kleinen Gasse aus, gestaltet. |                                                                     |  |
| 3  | Stadtpromenade 5 Verkehrsbüro Cottbusverkehr GmbH                      | Mit dem Bau des neuen Stadtzentrums in den Jahren von 1971 bis 1974 wurde die Straßenbahnlinie von der Spremberger Straße in die zentral gelegene Stadtpromenade verlegt. Dazu nahm 1974 der VEB Cottbusverkehr das Dienstgebäude in der Stadtpromenade 5 in Betrieb. In der Haltestelle Stadtpromenade steigen mit täglich ungefähr 8000 Menschen die meisten Fahrgäste in Cottbus um. Die Beratung der Cottbuser Bürger und Touristen erfolgt im Kundenbüro, Stadtpromenade 5. Der Serviceraum des Kundenbüros war sehr klein und unattraktiv, die Raumaufteilung verwinkelt und unübersichtlich. Im Jahre 2010 entschied der Cottbusverkehr den Ausbau des Kundenzentrums in zwei Bauabschnitten. Der erste beinhaltete die grundlegende Modernisierung und Umgestaltung des Serviceraumes, der benötigten Arbeitsräume für die Mitarbeiter sowie die Erneuerung der Toiletteneinrichtung für das Fahrpersonal. Mit dem Umbau wurde das Cottbuser Architektenbüro „keller mayer wittig“ beauftragt. Das alte Kundenbüro war bis zum 16. Mai 2012 geöffnet. Während der elfmonatigen Bauzeit erfolgte eine Umverlegung ins Erdgeschoss der Gebäudewirtschaft Cottbus, am Turm 14. Das modernisierte Kundenzentrum mit einer verdreifachten Fläche des Arbeitsbereiches auf 88 m² wurde am 18. April 2013 eröffnet. Der Kostenfaktor für den Cottbusverkehr betrug rund 680.000 Euro. Im transparent gestalteten Kundenraum befindet sich ein Bedientresen mit drei barrierefrei zugänglichen Verkaufsschaltern und einem darüber angebrachten Oberlicht. Beide Gestaltungselemente harmonieren durch Form und Farben mit dem Logo des Unternehmens der Cottbusverkehr GmbH und bestimmen somit die Raumatmosphäre. Neben dem Bedientresen befindet sich ein großer Monitor mit einer transparenten Fahrzeitanzeige. Weitere Informationen erhalten die Fahrgäste über Schautafeln und es bestehen Sitzmöglichkeiten. Durch die weithin sichtbare Rotunde oberhalb des Kundenzentrums und dem inforot umrahmten Logo wurde es zum Blickfang vis-à-vis östlich des Carl-Blechen-Carrés. Die Bauphase für den zweiten Bauabschnitt sollte von August 2013 bis Januar 2014 erfolgen, er sah die Endgestaltung der Arbeitsräume, den weiteren Ausbau des Gebäudes mit einer vereinfachten Zugangsmöglichkeit vom Bahnsteig und die Schaffung von Pausen- und Aufenthaltsräumen für die Angestellten vor. | Modernisiertes Verkehrsbüro · Kundenzentrum der Cottbusverkehr GmbH |  |
| 4  | Stadtpromenade 6 Punkthochhaus                                         | Punkthochhäuser sind Gebäude, die höher als die üblichen 5–6 Stockwerke im Cottbuser Wohnungsbau sind. Für sie gelten jedoch noch keine Hochhausvorschriften. In einer ansonsten flächig zusammenhängenden Bebauung steht dieses Hochhaus „punktuell“ allein und ist ein Blickfang. Das zehngeschossige Punkthochhaus in der Stadtpromenade 6 wurde 1968/1969 fertiggestellt. Es bildet die westliche Begrenzung vom Vorplatz „Am Stadtbrunnen“ und der Buchhandlung „Hugendubel“. Dieses Hochhaus besitzt eine stark vertikal ausgerichtete Fassadengliederung mit Eckbalkonen an der Süd- und Nordfassade. Die Balkone an den Schmalseiten sind ebenfalls vertikal rechts und links von hervortretenden Gebäudeteilen mit kleineren rechteckigen Fenstern eingerahmt. Das offene Erdgeschoss ist stark nach innen eingerückt und beherbergt Ladengeschäfte. Betonpfeiler stützen die Überdachung des Erdgeschosses innerhalb des gesamten Gebäudegrundrisses. |                                                                     |  |
| 5  | Stadtpromenade 8 Gaststätte „Stadttor“                                 | Der eingeschossige Gaststättenkomplex in Stahlbetonbauweise wurde nach einem Entwurf von G. Baer und G. Bergner 1968 errichtet. Der Gaststättenkomplex ist direkt in die 32 Meter lange Stadtmauer einbezogen und folgt mit seiner Längsachse ihrem Verlauf. Das Erdgeschoss verfügt an der Nordseite (Mauerstraße) und an der zum Grünbereich der „Stadtpromenade“ ausgerichteten Westseite über geschosshohe, horizontal dreigeteilte Fensterbänder. Zwischen Fensterfront und Haupteingang befindet sich ein farbiges Mosaik mit dem Namen „Cottbuser Bauernmarkt“ von D. Dressler und W. Jungblut. Das Werk hat eine Größe von 6 m × 3 m. Südlich zum Platz „Am Stadtbrunnen“ öffnet sich der Bau mit einem weiteren Eingang zur ehemaligen Selbstbedienungsgaststätte, in diesem ein Teil der Stadtmauer integriert ist. Diese Gaststätte umfasste 100 Plätze, im Restaurant fanden 200 Personen Platz. Die Dachterrasse ist an den Schmalseiten jeweils über eine nördlich gewendelte Treppe bzw. eine südliche, geteilte Treppenanlage zugänglich. Die Terrasse der HO-Gaststätte „Am Stadttor“ wurde damals als „Balkon der Stadt“ bezeichnet und auch in dieser Form gern genutzt. Die Nordseite dieser Gaststätte wurde tagsüber für die Schulspeisung zur Verfügung gestellt. An den Wochenendabenden fanden meist Tanzveranstaltungen statt. An den Werktagen diente der südliche Teil des Hauses als Selbstbedienungsgaststätte „Zwecke“. |                                                                     |  |
| 6  | Stadtpromenade 10–12 Wohnanlage                                        | Die Architekten Werner Fichte und Hans-Georg Vollmar entwarfen 1970 diese zehngeschossige Wohnanlage. Das Hochhaus mit 320 Wohnungseinheiten bildet die westliche Grenze des Stadtzentrums. Die 174,65 m lange Wohnscheibe gliedert sich durch den Durchbruch zur August-Bebel-Straße in zwei Teile. Die unterschiedliche Ausrichtung der Balkone unterstreicht die Gliederung. Im südlichen Teil der Wohnscheibe sind die Balkone nach Osten ausgerichtet, im nördlichen Teil dagegen nach Westen. An der zur Stadtpromenade gerichteten Ostfassade befinden sich im Erdgeschoss Geschäftszonen mit großflächigen Schaufenstern, die in Zusammenwirkung mit den einst davor angeordneten Pavillons ein besonderes Raumerlebnis vermittelten. Teilflächen des Erdgeschosses wurden mit Granit bzw. Sandstein verkleidet. In Verlängerung zur August-Bebel-Straße befindet sich ein Fußgängerdurchbruch. Die Wohngeschosse des nördlichen Fassadenabschnitts werden durch Fensterbänder bestimmt, deren Brüstungen mit gelber Spaltkeramik abschließen. Zudem gliedern zwei an den Seiten verglaste Treppenhausvorbauten diesen Trakt; ihre Stirnseiten wurden mit Muschelkalkplatten verkleidet. Der südliche Teil der Wohnscheibe verbindet mit Loggienreihungen die weißen Brüstungen mit farbigen Spiegeln. Im Erdgeschoss befanden sich nach Fertigstellung der Wohnscheibe mehrere Geschäftsräume. Unter anderem ein Friseur- und Kosmetiksalon, ein Delikat-Laden, ein Rundfunk- und Fernsehladen, ein Jugendmodezentrum und die Speisegaststätte „Zur Molle“. Auch ein Zahnarzt sowie ein Allgemeinmediziner hatten dort ihre Praxen. Noch heute bestehen die Arztpraxen sowie die Gaststätte. Es fand ein häufiger Wechsel der Geschäftsräumlichkeiten statt. Heute befinden sich im Erdgeschoss entlang der Wohnscheibe eine NKD-Filiale, ein Bubble-Tea-Laden, ein Stoffhaus, ein Drogerie-Markt sowie eine Boutique. |                                                                     |  |
| 7  | Stadtpromenade 13 Mokka-Milch-Eisbar „Kosmos“                          | Die als „Sternchen“ in Cottbus bekannte Mokka-Milch-Eisbar „Kosmos“ wurde im Oktober 1969 aus Anlass des 20. Republik-Geburtstages eröffnet. Die Eisbar, auch „Mokki“ genannt, entstand nach Entwürfen von Jörg Streitparth, Gerd Wessel und Günter Pöschel mit einer sechszackigen Hyparschalenkonstruktion aus verleimten und genagelten Holzbrettern, die den sechszackigen Glaskörper überspannte. Aufgrund ihrer Leichtigkeit schien die Dachkonstruktion über dem Gastraum zu schweben. Nach dem Sputnikstart 1957 war das Thema Kosmos in der DDR allgegenwärtig und galt bis zur Mondlandung der Amerikaner als Synonym für Fortschritt und Überlegenheit des Sozialismus. Der Baustil in der Form eines Sternes, der Name der Bar sowie ein Wandbild zur Geschichte und Erforschung des Weltalls im Innenraum bezogen sich auf dieses Thema und verkörperten den Zeitgeist der späten sechziger Jahre. Die Inneneinrichtung der Eisbar verfügte über außergewöhnliche Details. Um dem Namen „Kosmos“ gerecht zu werden, wurde ein Sternenhimmel durch Kugellampen an der Decke erzeugt. Es gab eine Milchstraße, Sputniks und Raketen zu sehen. Die Besucher saßen in drehbaren, dunkelroten Schalensesseln aus Hartplastik. Diese wurden später aus Platz- und Sicherheitsgründen durch eine normale Bestuhlung ersetzt. Die Eisbar avancierte zum beliebten Treffpunkt der Cottbuser. Zur kulinarischen Auswahl standen Eistorten und -bomben, Milchkaffee, Milchshakes und wenig Alkoholisches. Gaststätten, wie beispielsweise das „Stadttor“, wurden mit dem selbst hergestellten Eis beliefert. Es fanden Shows, u. a. Erotik-Tanz-Veranstaltungen statt, was für diese Zeit sehr außergewöhnlich war. Das erste erotische und aus der Region stammende Tanzpaar „Duo Flash“, Eberhard Wach und Simone Krug, trat später auch im Berliner Friedrichstadtpalast auf. 1972/1973 war das „Sternchen“ Kulisse für den DEFA-Film „Die sieben Affären der Donna Juanita“, in dem Schauspieler wie Armin Mueller-Stahl, Renate Blume und Winfried Glatzeder mitwirkten. Das „Sternchen“ konnte auch für Betriebs- und Familienfeiern gebucht werden. Nach 1990 wurde in die Halle des Gebäudes ein Spielsalon eingebaut, in die Instandhaltung nicht mehr viel investiert. Das „Kosmos“ wurde allmählich baufällig und stand rund ein Jahrzehnt leer. 2007 wurde es für den Bau des Blechen-Carrés, einer Shopping-Mall mit Läden und Restaurants, mit Genehmigung des brandenburgischen Kulturministeriums abgerissen. Dieses Projekt versprach viele Arbeitsplätze und wurde aus diesem Grund durch die Cottbuser Stadtverwaltung intensiv unterstützt. Eine Bürgerinitiative sammelte gegen den Abriss der denkmalgeschützten Mokka-Milch-Eisbar „Kosmos“ 10.000 Unterschriften, auch Studenten der Technischen Universität Cottbus setzten sich für die Erhaltung ein. Trotz folgender vier realisierbarer Vorschläge für eine weitere Nutzung wurde die Mokka-Milch-Eisbar nicht restauriert: 1. Sauna- und Wellnesslandschaft im Untergeschoss mit Café im Obergeschoss 2. Tanzstudio, Abendveranstaltungen, Heimstatt für Vereine 3. rundes Badebecken in der Mitte des Gebäudes und angebaute Achse zur Sprem 4. Outdoor-Kaufhaus komplettiert mit Probierstrecken, Kletterfelsen und Vortragsräumen Anfang 2007 wurde das Gebäude abgerissen. |                                                                     |  |
| 8  | Zentrum der Stadtpromenade diverse Pavillons                           | Die 1977/1978 erbauten Pavillons entstanden im Freiraum zwischen den Wohnhochhäusern und der ehemalige Wallanlage. Sie gehörten zum unter Denkmalschutz stehenden Ensemble Stadtpromenade. Die Architekten Guder, Fichte und Jantke entwarfen eine Gruppe aus sieben Pavillons, die in einer Stahl-Skelettbauweise errichtet wurden und mit Glas und Naturstein verkleidet waren. Sie bildeten mit einem Bowlingzentrum mit integrierter Diskothek, einer Kunstgalerie, dem Café „Cubana“, der Teestube „Lipezk“, einer Sparkasse und zahlreichen Läden das Einkaufs- und Freizeitzentrum innerhalb der Stadtpromenade. Die Freifläche um und zwischen den Pavillons wurden aufgewertet durch Pergolen, Hochbeete, Pflanzschalen und Schauvitrinen sowie durch Kleinkunst. Dazu gehörten die Bronzearbeit Stehende und Hockende von Jürgen von Woyski, der Brunnen der Bewegung von Manfred Vollmert und das Ziergitter von Karl-Heinz Steinbrück. Östlich neben den Pavillons befanden sich drei Springbrunnen. Sie bildeten einen harmonischen Blickwinkel zwischen den Pavillons und den dahinter liegenden Neubauten. Mit dem Abriss der Pavillons 2006 fiel ein weiteres Zeugnis der Nachkriegsmoderne in Cottbus zu Gunsten des zweiten Bauabschnitts des Blechen-Carrés. |                                                                     |  |
| 9  | südöstlich der Stadtpromenade Fußgängerbrücke bis 2006                 | Die Fußgängerbrücke wurde 1974 nach einem Entwurf von Gerhard Guder fertiggestellt und am 4. Oktober gemeinsam mit der „Blauen Uhr“ eingeweiht. Sie überbrückte spiralförmig die Straßenbahngleise im Cottbuser Stadtzentrum und verband die alte Stadtmauer mit der Stadtpromenade. Ein gefahrloses Überqueren der Gleise war gewährleistet. Die Brücke, 140 m lang und 3,5 m breit, fiel optisch durch ihre besondere Bauweise auf. Diese einmalige Stahlbetonkonstruktion wurde in herkömmlicher Schalungsbauweise errichtet, der Bodenbelag bestand aus Eichenbohlen. Am Scheitelpunkt der geschwungenen Brücke stand die Blaue Uhr. Am 30. November 2006 wurde das Kaufgrundstück für das Blechen-Carré an die Gepro GmbH übergeben. Somit wechselte auch die Fußgängerbrücke ihren Besitzer, was deren Abrissbeginn am 13. Dezember 2006 begründete. |                                                                     |  |
| 10 | Blaue Uhr                                                              | Mit einer Höhe von 10,79 m prägte die Blaue Uhr 38 Jahre lang die Fußgängerbrücke an der Stadtpromenade. Die aus Stahlbeton konstruierte Uhr wurde in kubischer Form mit abgerundeten Ecken dem Berliner Fernsehturm nachempfunden und stellte eine baugeschichtliche Besonderheit dar. Den schlanken Edelstahlkörper schuf damals Karl-Heinz Steinbrück (1932–2000) in der Künstlerischen Produktions-Genossenschaft (KPG) „Neue Form“ in Seidewinkel bei Hoyerswerda, dieser wurde von der Metall-Form-Technik GmbH Kolkwitz überarbeitet. Die Zifferblätter bestanden aus Glas und wurden bei der Demontage 2006 beschadet. Die Uhr wurde fachgerecht geborgen und beim Cottbuser Verkehrsbetrieb eingelagert. Der Uhrmachermeister Karl-Heinz Schlodder restaurierte die Zeigerwerke, Zifferblätter sowie das Uhrwerk, nun zieren den Zeitmesser achtundvierzig Stundenmarken aus Acryl mit jeweils einer Länge von 175 mm. Das Cottbuser Wahrzeichen wurde am 13./14. Oktober 2012 in der „Nacht der kreativen Köpfe“ in der neu gebauten Bahnhofstraße an der Einmündung der Rudolf-Breitscheid-Straße neben dem Stadtmuseum eingeweiht. Mit vier blau leuchtenden Zifferblättern, von Weitem gut sichtbar, erstrahlt die Blaue Uhr aus fünf Metern Höhe. |                                                                     |  |
| 11 | Berliner Platz 6 Stadthalle                                            | Am 3. Oktober 1975 wurde die Stadthalle Cottbus im Rahmen des neuen Stadtzentrums als nördlicher Abschluss der Stadtpromenade errichtet. 1968 schrieb der Rat des Bezirkes einen Wettbewerb für das Kultur- und Sportzentrum aus. Das Architekten-Team Eberhard Kühn errang den 1. Preis. Dem Bau gingen umfangreiche Abrissarbeiten von Gebäuden des ehemaligen Wohngebietes Brunschwig voraus. Die Bauarbeiten wurden zwischendurch für mindestens ein Jahr unterbrochen, da der Staat der Meinung war, Bauten in Berlin hätten Vorrang. Der Rat des Bezirkes aber wollte unbedingt ein Kulturhaus wie zum Beispiel Dresden mit seinem Kulturpalast, nur etwas kleiner. So wurde heimlich, als „Schwarzbau“, weiter gebaut. Anlässlich des 26. Jahrestags der DDR war 1975 Einweihung. Je nach Veranstaltungsart fanden zwischen 1500 und 2700 Besucher einen Sitzplatz. Die Bühnenfläche von 30 m × 44 m war eine der größten in der DDR. Als Haus der Kultur, der Bildung und des Sports nahm die Stadthalle einen festen Platz im geistig-kulturellen und sportlichen Leben der Stadt Cottbus ein. Dazu gehörten Eigenproduktionen wie „Spektrum“. In der Stadthalle gastierten Ensembles und Solisten aus 52 Ländern, zu 54 Fernsehproduktionen kamen Gäste aus 20 Ländern. Alles befand sich unter einem Dach: Unterhaltung, Bildung, Sport sowie Ausstellungen. Mit Beginn der 1990er Jahre vollzogen sich auch hier gravierende Veränderungen. Aus dem staatlichen Kulturhaus wurde eine GmbH, deren Mitarbeiter die Betreiber sind. Eigentümer wurde die Stadt Cottbus, Dieter Nehmzow der Chef der Stadthalle. Ein Kampf ums Überleben begann. Mit einem Jahresbudget von drei Millionen Mark, davon rund eine Million Mark Zuschuss von der Stadt, waren die Mittel knapp. Für den Umbau des Hauses mit 27 Millionen Mark Sanierungskosten begannen die vorbereitenden Arbeiten im Februar 2000. Vom 8. Mai bis zum 12. Oktober 2000 blieb die traditionelle Veranstaltungsstätte am Berliner Platz geschlossen. Die Kernbauzeit sollte 156 Kalendertage betragen. Die Neueröffnung erfolgte später als geplant, die Baukosten stiegen auf 40 Millionen Mark. Im Mai 2001 erstrahlte die Kulturstätte im neuen Glanz. Nach Modernisierung und Rekonstruktion, ausgestattet mit moderner Akustik, bietet der große Saal für maximal 2000 Personen Platz. Die Halle zählt inzwischen jedes Jahr circa 200.000 Besucher. Heute gehört sie zur „Cottbuser Kongress, Messe und Touristik GmbH“ (CMT) mit knapp einem Dutzend Beschäftigten. |                                                                     |  |
| 12 | Berliner Straße 6 Hauptpostamt                                         | Auch in Cottbus hatte sich die damalige Brandenburgische Staatspost um 1650 stark entwickelt, verschiedene Poststationen hatten sich innerhalb der Stadt angesiedelt. Bereits 1858 wurde eine erste Telegrafenstation in der Wallstraße (gegenüber der heutigen Post) eröffnet. Mehrere Nebengebäude der Post waren auf einem großen Areal zwischen Bahnhofstraße und Berliner Straße entstanden, als sich 1869 auch die Telegrafenstation dort einmietete. Mit der Eröffnung der Eisenbahnlinie entwickelte sich die Kaiserliche Post noch rascher, ein zentrales Postgebäude wurde immer notwendiger. 1875 kaufte das „Kaiserliche Postamt“ das ganze Areal mit den Nebengebäuden. 1888 wurde mit dem Bau des zweigeschossigen Postgebäudes mit einem dazugehörigen Telegrafenturm begonnen, 1891 wurde das „Kaiserliche Postamt“ eröffnet. Erbaut wurde das Gebäude im Neorenaissancestil, die verschiedenen Baustile des 19. Jahrhunderts prägten die Fassade. Großflächige Ornamente schmückten die Häuserfronten. Türen und Fenster waren in Sandstein eingefasst und traten dadurch deutlich hervor. Mit seinen Ecktürmchen wurde das Postgebäude das Wahrzeichen der Stadt. Das Postwesen entwickelte sich rasant weiter, mit einem ersten Benzinauto wurde nach der Jahrhundertwende die Landpost ausgefahren. 1914 war das zweigeschossige Postgebäude bereits zu klein, nicht zuletzt die Feldpost des Ersten Weltkrieges sprengte die Kapazitäten. Das Gebäude wurde aufgestockt, verlor aber nicht den Charme der Neorenaissancezeit. Im April 1945 wurde das Postgebäude durch eine Brandbombe sowjetischer Tiefflieger getroffen und brannte aus. Nach dem Krieg wurde der südliche Ruinenteil ausgebaut und 1951 wieder eröffnet. Auch in der Nachkriegszeit entwickelte sich das Postwesen wieder schnell. Ein größeres Gebäude war notwendig. Im Zeitraum von 1955 bis 1957 entstand das neue Postgebäude auf dem nördlichen Teil des Geländes (ehemals Gaststätte „Weißes Ross“). Es entstand das modernste Postgebäude der damaligen DDR, es ist bis in die heutige Zeit erhalten geblieben. Das viergeschossige, turmartige Hauptgebäude schließt mit einem Walmdach ab. Kennzeichnend pro Etage sind die wechselnden Fensterformen: so das Erdgeschoss mit einfach eingeschnittenen, hohen Rundbögen und das erste Obergeschoss mit Fenstertüren, die mit Naturstein eingerahmt sind. Das Erdgeschoss ist mit kräftiger Putzquaderung versehen, die Obergeschosse jedoch mit senkrechten Teilpfeilern zwischen den Fenstern. Unter der Traufe befinden sich Friesplatten mit antik gestaltetem Blattwerk. Der westliche, dreigeschossige, neunachsige Seitenflügel ist im Gegensatz zum Hauptgebäude eher schlicht gestaltet. 1994/1995 erhielt es durch einen markierenden, vertikalen Wandeinschnitt mit eingestellter Säule ein modernes Detail. Der südlich an den Eckturm anschließende, dreigeschossige Zwischentrakt mit Satteldach ist leicht nach innen gewölbt. Die dreizehnachsige Putzfassade ist ebenfalls schlichter gehalten und besticht mit seinen hervortretenden Gebäudeteilen mit Giebelabschluss. |                                                                     |  |
| 13 | Berliner Platz 1 Hotel Lausitz bis 1993 ab 1995 Lindner Congress Hotel | Als Standort für das geplante Hotel war die Nordseite des Berliner Platzes gewählt worden. Vor einigen Jahrhunderten war auf diesem Gelände außerhalb der Stadtmauer die Vorstadtgemeinde Brunschwig gegründet worden. Die Lage war günstig, da hier die von Luckau aus kommende Salzstraße, die heutige Berliner Straße, nach Cottbus hineinführte. Vor dem ehemaligen „Luckauer Tor“ wurden Erzeugnisse der Bauern der Umgebung angeboten, die zollfrei zu kaufen waren. Am 26. September 1968 erfolgte die Grundsteinlegung für den Bau des „Hotel Lausitz“. Das Dreisternehotel wurde am 18. Juli 1970 eröffnet. Es war mit 214 Zimmern und 395 Betten ausgestattet. Bei Eröffnung des Hotels waren die ersten Gäste Jungpioniere, die zum 6. Pioniertreffen in Cottbus weilten. Im Foyer wurde Marmorfußboden verlegt, edelholzfurnierte Wandflächen und Stuckdecken gaben dem Hotel ein besonderes Flair. Ebenfalls im Foyer befanden sich die Rezeption, angrenzend eine Hotelbar, Konferenzräume und ein Gastraum mit bequemer Sitzgruppe und entsprechender Lichtgestaltung. Das Licht verlieh dem Foyer einen gediegenen und modernen Eindruck und natürlich zog auch der Springbrunnen im Eingangsbereich die Blicke auf sich. Das Hotelrestaurant mit 200 Sitzplätzen war zu 90 Prozent durch die Hotelgäste ausgelastet. Eine Sommerterrasse besaß das Hotel seit 1971. Jahr für Jahr kamen etwa 50.000 Gäste in das Hotel. Das Haus war zu 90 Prozent ausgebucht. So wohnten Politiker, Künstler, bekannte Sportler und Touristen aus 80 Ländern in diesem Haus. 163 Mitarbeiter sorgten für das Wohl der Gäste. Als eine der ersten Plattenbauten wurde das „Hotel Lausitz“ 1993 abgerissen. Im Mai 1995 wurde der „Lindner Hof“ mit der Einkaufspassage Spreegalerie an dieser Stelle eröffnet. Später wurde der „Lindner Hof“ in „Lindner Congress Hotel“ umbenannt. Mit einer modernen Architektur und Spiegelfassade ragt es weit über die Dächer der historischen Innenstadt von Cottbus hinaus. Das Hotel liegt zentral, nur 300 Meter vom Spremberger Tor und zehn Minuten vom Stadtzentrum entfernt. |                                                                     |  |
| 14 | Berliner Platz                                                         | Der sich südlich der Berliner Straße entlang der Stadtmauer erstreckende Berliner Platz erhielt seinen Namen in der zweiten Hälfte des 19. Jahrhunderts. Ältere Bezeichnungen waren unter anderem: Platz vor dem Luckauer Tor, Viehmarkt und Postplatz. Die städtebauliche Situation am Berliner Platz wurde im 20. Jahrhundert vollständig verändert. Zu erheblichen Schäden an Teilen der Bausubstanz, so am Kaiserlichen Post- und Telegrafenamt und am Hotel „Weißes Roß“ kam es bei Kampfhandlungen gegen Ende des Zweiten Weltkrieges. Für den Bau des neuen Stadtzentrums erfolgte dann der vollständige Abriss aller am Berliner Platz noch vorhandenen Häuser. Heute wird der „Berliner Platz“ durch ein weiträumiges Areal bestimmt, das nördlich von der Berliner Straße, westlich von der Hauptpost und östlich von der Stadtmauer an der Lindenpforte begrenzt wird. Im Süden markiert das Punkthaus Berliner Platz 1 das Platzende. Das zum Berliner Platz 6 ausgeführte Haus zwischen dem Postgebäude und der Wohnscheibe ist mit einer filigranen Konstruktion aus vertikal verlaufenden Betonbändern überzogen, die weit über die Traufe ragen und dort eine offene Verdachung bilden. Am Sockel des Punkthochhauses, an der Ostseite, entstand ein 22 m × 3,3 m großes Betonrelief. Es stellt die „Geschichte der Arbeiterbewegung“ dar, ein Werk des Bildhauers Rudolf Sitte, geschaffen von Mitgliedern der künstlerischen Produktionsgenossenschaft „Kunst am Bau“. Die Fläche des Berliner Platzes wird vom Punkthochhaus bis zur Berliner Straße von einer Grünanlage entlang der Stadtpromenade mit der Straßenbahntrasse und dem westlich daran anschließenden großen Parkplatz der Post eingenommen. Die einst vorhandene, zumeist Wohnhausbebauung aus dem 18. und 19. Jahrhundert, teilweise direkt an der Stadtmauer errichtet, trug man in den 1930er Jahren sowie nach 1960 für den Bau des Neuen Rathauses und der Stadtpromenade ab. An der Nordseite des Berliner Platzes, zurückgesetzt von der Berliner Straße, entstand die Cottbuser Stadthalle. Den Haupteingang an der Südseite des Berliner Platzes umgibt eine weiträumige Freifläche mit Springbrunnen und Bänken. Der Gestaltung des neuen Stadtzentrums von Cottbus fielen allein in der Luckauer Vorstadt zwischen März 1965 und Januar 1969 bis 25 Wohnhäuser und im gesamten Gebiet der heutigen Stadtpromenade etwa 85 Wohnhäuser sowie zahlreiche Nebengebäude zum Opfer. Dazu gehörten so architektur- und stadtgeschichtlich bedeutende Bauten wie die Gemeindeschule am Berliner Platz (Friedrich-Ebert-Straße 55), die Gaststätte „Zur Börse“ (Berliner Straße 152), das „Café Tinitus“ (Berliner Platz 1), das Biedermeierhaus (Berliner Platz 3), der Gasthof „Drei Kronen“ (Berliner Platz 10, gegenüber der Post), sowie das geschichtsträchtige, nach 1864 von Carl Boyde betriebene „Salon und Gartenvergnügungslokal“ (Roßstraße 35), welches 1891 Hermann Kolkwitz übernahm, der hier das „Konzerthaus H. Kolkwitz“ betrieb. 1925 wurde daraus das „Café Altmann“, nach 1945 wechselte erneut der Besitzer und die „Cottbuser Stadtsäle“ wurden eröffnet. In Cottbus gehörten Biedermeierhäuser zum Stadtbild. Damit sind Vorstadthäuser im klassizistischen Baustil gemeint, die in der ersten Hälfte des 19. Jahrhunderts außerhalb der Stadtmauer errichtet wurden. Das wohl schönste Haus dieser Gruppe stand bis 1967 am Berliner Platz, bekannt noch heute als „Haus Dr. Fischer“. Es wurde 1832/1833 von dem Architekten Schramke für den Kaufmann Geißler erbaut. Bemerkenswert waren vor allem die Türrahmung mit dorischen Säulen, die grünen Fensterläden, der Triglyphenfries unter der Traufe und das große Fledermausfenster. Der Anbau mit offenem Sitzplatz zur Straße stammte von 1888, das Gitter kam aus dem Hüttenwerk Peitz, wo es sich nach dem Abriss des Hauses wieder befindet. Gegenüber der Post befand sich das alte Gasthaus „Drei Kronen“, das vom Gastwirt Ernst Hänig betrieben wurde. „Drei Kronen“ wurde 1733 errichtet, mit dem Leitsatz: „Speisen zu soliden Preisen“. Durch das Gasthaus sowie die Markt- und Postkunden wurde der zentrale Platz belebt. Auf der östlichen Seite in der Stadtmauer ist die damalige Lindenpforte zu sehen, die bis nach 1930 den offiziellen Adressnamen „Judenpforte“ führte. Gleich nach dem Durchgang links innerhalb der Altstadt stand das Haus mit dem jüdischen Gebetsraum. Dort war der erste Versammlungsort der jüdischen Gemeinde, die sich nach 1900 eine Synagoge in der Jahrstraße errichten ließ. 1949 ging das Gebetshaus in städtisches Eigentum über. Es beherbergte zunächst eine Post-Außenstelle und eine Lotto-Toto-Zentrale. 1960 war dort der Sitz des neu gebildeten Dienstleistungskombinates Cottbus. 1964 wurde das Haus abgerissen, weil im Zuge des neuen Stadtpromenaden-Konzeptes für diese Stelle ein Anbau an das neue Rathaus (damals Rat des Bezirkes) geplant war. Dieser Anbau wurde aus Kostengründen gestrichen. Heute rollt durch das Gelände der einstigen Gaststube der „Drei Kronen“ die Straßenbahn. Mitte der 60er Jahre verschwanden ganze Straßenzüge für den Umbau des Stadtzentrums. Dem Bau des Kaufhauses mussten große Teile der Roßstraße sowie stattliche Wohn- und Geschäftshäuser weichen. Die Roßstraße verlief parallel zur Jahrstraße, die ebenfalls dem „Konsument-Warenhaus“ weichen musste. |                                                                     |  |
| 15 | Mauerstraße 8 Buchhandlung                                             | Die einst mittelgroße Stadt Cottbus entwickelte sich nach einem Zentralratsbeschluss der Partei vom einfachen Kohle- und Industriebezirk zu einem regionalen Industriezentrum. Das daraus resultierende starke Bevölkerungswachstum ließ neue Wohngebiete entstehen, zunächst in traditioneller Bauweise und etwa ab 1965 in industriellem Blockbau, bei dem zunehmend vorgefertigte Wohnelemente zum Einsatz kamen. Die Umgestaltung des Innenstadtbereiches zwischen 1965 und 1980 förderte eine architektonisch spannende, wenn auch widersprüchliche Entwicklung der Stadt. Direkt neben dem historischen Stadtkern entstand ein modernes Zentrum, dessen Architektur sozialistischen Wertvorstellungen entsprach. Gleichzeitig sollten verschiedene Lebensbedürfnisse der Menschen wie Wohnen, Versorgung und Dienstleistung erfüllt werden. In dieser Zeit des Umbruchs entstand im Stadtzentrum die erste Volksbuchhandlung. 1969 wurde die Volksbuchhandlung „Jenny Marx“ am Luckauer Platz eröffnet. Der Architekt Gerhard Bear plante den Bau in moderner Stahlbetonskelettwand-Bauweise. Die Fassade des langgestreckten zweigeschossigen Gebäudes war mit einer Außenwandbeschichtung aus Splitt, Farbglas und Naturstein gestaltet. 1999, also zehn Jahre nach der Wiedervereinigung, wurde die Volksbuchhandlung modernisiert und umgebaut. Lediglich über dem Eingang blieben einige der blauen Fassadensegmente erhalten und erinnern an die Architektur der sechziger Jahre. Der Baukörper bestand nun aus einer Draht-Glas-Fassade mit offenen Fugen und einer streng horizontalen Gliederung. Die Buchhandlung erhielt im Obergeschoss eine durchgehende Fensterfront über einem ausladenden Vordach im Erdgeschoss. Das Material, vorwiegend aus Edelstahl bestehend, wirkt in seiner schlichten Eleganz. Das Flachdach wurde durch ein Pultdach ersetzt. Die Buchhandlung am Stadtbrunnen öffnete unter dem neuen Namen „Heron-Buchhandlung“ seine Pforten. Im April 2012 übernahm Hugendubel, ein süddeutsches Unternehmen, das Geschäft. Am 15. November 2012 wurde der Wechsel von „Heron“ zu „Hugendubel“ auch für den Kunden mit dem neuen Schriftzug über dem Eingang deutlich. |                                                                     |  |
| 16 | Brunnen in der Stadtpromenade                                          | „Spinnenbrunnen“ Die Brunnenplastik „Spinnenbrunnen“ von Horst Ring wurde 1977 in der Stadtpromenade fertiggestellt. Dies war eines seiner ersten Werke und hatte seinen Platz am nördlichen Ende der Stadtpromenade, Richtung Postparkplatz, gefunden. Vom Kaffee „Cubana“ hatte man einen guten Ausblick auf den „Spinnenbrunnen“. Gerne er zum Treffpunkt genommen, ob zum Erholen und Entspannen oder für die Kinder zum Planschen im Sommer. Anfang der 90er wollte man das Denkmal noch erhalten und neu sanieren. 1996 wurden die Wartungsarbeiten eingestellt, und nach und nach verfiel der Brunnen. Im Jahre 2010 wurde er zugunsten der Kaufhauserweiterung abgerissen. damals „Krebsbrunnen“ heute „Wassertor“ Der Cottbuser Stadtbrunnen befand sich von 1969 bis 2002 auf dem Platz am Stadttor mit der heutigen Bezeichnung „Am Stadtbrunnen“. Diesen Namen trägt er seit 2010, früher hieß er im Volksmund „Heronplatz“ aufgrund der unmittelbaren Nähe des nach Heron von Alexandria benannten „Heron-Buchhauses“ (seit 2012 „Hugendubel“). Der frühere Keramik-Brunnen, auch „Krebsbrunnen“ genannt, wurde nach einer städtebaulichen Idee des Architekten Gerhard Guder vom Kunstmaler Rudolf Graf entworfen. Der Brunnen besaß einen Durchmesser von zehn Metern. Die Ornamente waren in Emaille auf Kupferplatten angebracht, sie stellten auf unterschiedliche Weise das Cottbuser Wappentier und Motive aus der Natur dar. Zwölf kleine Fontänen umsprühten die mit Glaskugeln und Elementen geschmückten Metallstäbe. Bei abendlicher Beleuchtung des Brunnens schillerten seine Glaskugeln. Das Brunnenwasser floss über einen in Emaille gearbeiteten Krebs, das Wappen der Stadt Cottbus. Musikveranstaltungen am Stadtbrunnen hatten eine lange Tradition. Sie fanden jeden Mittwochnachmittag, mitunter auch an Festtagen, statt. Das Staatliche Orchester Cottbus gab Operettenkonzerte mit Sängern vom Staatstheater, auch Laienkünstler und das Blasorchester der Reichsbahn haben dort gespielt. Der Stadtbrunnen war ein beliebter Anziehungs- und Treffpunkt für viele Menschen. Nach der Wende verfiel er nach und nach, sodass er 2002 abgerissen werden musste. In der Form eines Tores und aus Rohren bestehend, entstand nach einem Entwurf von Heidemarie Dreßel 2004 ein neuer Brunnen, „Wassertor“ genannt. „Brunnen der Bewegung“ Brunnenbaumeister war Hans-Joachim Wussack aus Schwarzkollm. Aufgestellt wurde der Brunnen 1977 in der Stadtpromenade zwischen den Pavillons. Die Maße waren 1,80 m Durchmesser und 2 m Höhe. Geschaffen wurde sie von Manfred Vollmert, der auch die Plaketten der „Cottbus Olympioniker“ vor dem alten Rathaus auf dem Fußweg entworfen hat. Der Brunnen der Bewegung, auch „Kugelbrunnen“ genannt, wurde 2010 von der Stadtpromenade in die Neustädter Straße verlegt. Seit Dezember 2015 befindet er sich zur Restaurierung beim Hersteller. |                                                                     |  |
| 17 | Kleinkunst in der Stadtpromenade                                       | „Die drei Grazien“ Das Skulpturenensemble Die drei Grazien aus Bronzeguss vom Hoyerswerdaer Künstlers Jürgen von Woyski wurde 1976 in der Stadtpromenade aufgestellt. Der Künstler war ab 1993 Honorarprofessor für plastische Gestalten an der BTU Cottbus. Weitere Werke von Woyskis in Cottbus sind der „Sorbenbrunnen“ in der Spremberger Straße, das Liebespaar im Branitzer Park und der „Spreewaldbrunnen“ im Haupteingangsbereich des Carl-Thiem-Klinikums (CTK). Die drei Grazien, eine stehende, sitzende und eine hockende Frauenfigur, standen direkt in der Mitte der Stadtpromenade zwischen den Pavillons und der Stadtmauer. Die auf einem Steinsockel stehende Frauenfigur war 130 cm hoch und wog 110 kg, die hockende Frauenfigur dagegen war 68 cm hoch und wog 115 kg. Die sitzende Frauenfigur hat ihren Platz in der Sprem vor dem Kunstmuseum gefunden, nachdem sie 2006 aus dem Sockel gerissen wurde. Die Figur selbst blieb unversehrt, die Verankerung dagegen wurde stark beschädigt. Die Reparatur der Frauenfigur wurde durch drei Spender möglich, von den einer anonym bleiben wollte. Der andere Spender war Hjalmar B. Steinhauer aus dem CTK mit seiner Gattin Franziska. Die zwei Grazien verblieben in der Stadtpromenade und sollten bei der Erweiterung des Blechen-Carrés innerhalb des zweiten Bauabschnitts integriert werden. Die Bronzegussplastiken wurden 2008 gestohlen und konnten nicht wieder aufgefunden werden. „Junge Lehrerin“ Die unter Denkmalschutz stehende Junge Lehrerin wurde 1972 durch Ernst Sauer geschaffen. Die Bronzeplastik ist auf einem Steinsockel verankert und steht westlich der Lindenpforte. Sauer wurde am 24. April 1923 in Dresden geboren, er lebte seit 1961 in Senftenberg und verstarb 1988. |                                                                     |  |